# Ernst Prehn
Ernst Carl Prehn (født 12. juni 1930 i Voer, død 1. december 1987) var en dansk benzinforhandler og politiker som var medlem af Folketinget for Centrum-Demokraterne 1974-1975 og 1977-1979.
Prehn blev født i Voer i 1930 som søn af gårdejer Hilmer Prehn. Han gik i skole i Agersted i tre år 1937-1940 før han skiftede til Dronninglund Realskole 1940-1948. Han havde studentereksamen fra Ålborg Gymnasium fra 1951. Prehn var i Livgarden 1951-1952 og studerede på Københavns Universitet 1953-1960.
Prehn var direktør for City Garagen og Langebro Garagen og var medlem af bestyrelsen og forretningsudvalget for Centralforeningen af benzinforhandlere i Danmark fra 1969 og formand for Gulf-forhandlerne i Danmark fra 1970.
Han blev i 1973 stillet op til Folketinget for det nydannede parti Centrum-Demokraterne i Aalborg Nordkredsen. Han blev efter folketingsvalget i 1973 første stedfortræder i Nordjyllands Amtskreds og indtrådte derfor i Folketinget efter Børge Johansens død og var folketingsmedlem fra 10. oktober 1974 til 8. januar 1975. Han havde forinden været midlertidigt folketingsmedlem fra 3. oktober under Johansens sygeorlov. Prehn opnåede valg ved folketingsvalget i 1977 og var igen medlem fra 15. februar 1977 til 23. oktober 1979. Han havde dog orlov fra Folketinget fra 6. oktober 1978 og valgperioden ud hvor Birgith Mogensen var stedfortræder for ham.
Ernst var redaktør af Studenterbladet og Studenterhåndbogen 1955-1960 og skrev bogen Lærebog for lægesekretærer.